# Jared Rivet
Jared Rivet ist ein US-amerikanischer Schauspieler, Drehbuchautor und Filmregisseur.

## Leben
Rivet wuchs in New Bedford im US-Bundesstaat Massachusetts auf. Er war Mitglied des Drama Clubs der New Bedford High School und wirkte in mehreren Stücken mit. Ab 2007 verfasste er für erste Kurzfilmproduktionen Drehbücher und trat als Regisseur in Erscheinung. Ab 2009 trat er auch als Schauspieler vor die Kamera, etwa im Kurzfilm The Crystal Lake Massacres Revisited. 2018 spielte er als Schauspieler in den beiden Filmproduktionen All the Creatures Were Stirring und Amityville Horror – Wie alles begann mit. Ab 2019 war er überwiegend in verschiedenen Kurzfilmen als Schauspieler zu sehen.
2017 verfasste Rivet das Drehbuch für den Film Jackals. Für die kanadische Fernsehserie Are You Afraid of the Dark? schrieb er das Drehbuch für drei Episoden. 2021 schrieb er für insgesamt zehn Episoden der Fernsehserie Day of the Dead das Drehbuch. 2023 spielte er in kleineren Rollen in den vom Filmstudio The Asylum produzierten Mockbustern Ape vs. Mecha Ape und Megalodon: The Frenzy mit. 2024 spielte er die Rolle des Wissenschaftlers Hank im Monsterfilm Ape X Mecha Ape: New World Order.

## Filmografie (Auswahl)

### Schauspiel
- 2009: The Crystal Lake Massacres Revisited (Kurzfilm)
- 2013: Hell Froze Over (Fernsehserie, 2 Episoden)
- 2016: The Haunting of Lester House (Kurzfilm)
- 2018: All the Creatures Were Stirring
- 2018: Amityville Horror – Wie alles begann (The Amityville Murders)
- 2019: Meat Cute (Kurzfilm)
- 2020: Roomie (Kurzfilm)
- 2020: Terror from 20,000 Leagues Below (Kurzfilm)
- 2021: Streets of the Dead (Kurzfilm)
- 2021: The Dread of Dreaming (Kurzfilm)
- 2021: Death of a Freelancer (Kurzfilm)
- 2021: Elope (Kurzfilm)
- 2021: Hypocritical Hit (Kurzfilm)
- 2022: How to Kill Your Roommates and Get Away with It
- 2022: Hands of Destiny (Kurzfilm)
- 2022: The Once and Future Smash
- 2022: Something in the Woods
- 2022: Code One Eighty Seven (Kurzfilm)
- 2022: Motion at Your Door (Kurzfilm)
- 2022: Space Wars: Quest for the Deepstar
- 2023: Don’t Fuck with Anne Margaret (Kurzfilm)
- 2023: Ape vs. Mecha Ape (Ape vs Mecha Ape)
- 2023: Megalodon: The Frenzy
- 2023: Transmission
- 2023: Don’t Raise the Dead (the Board Game) (Kurzfilm)
- 2024: Amityville Apt.
- 2024: Slashercise
- 2024: Ape X Mecha Ape: New World Order
- 2024: Incomplete Mysteries of Russia (Kurzfilm)
- 2024: Tenants
- 2024: Witch Hunter
- 2024: Malvolia: The Queen of Screams (Fernsehserie, Episode 7x02)
- 2024: The Pillow Fright Halloween Special

### Drehbuch
- 2007: Raw Footage (Kurzfilm)
- 2009: Hell Froze Over (Fernsehserie, Episode 1x03)
- 2011: Paralyzed (Kurzfilm)
- 2017: Jackals
- 2019: Are You Afraid of the Dark? (Fernsehserie, 3 Episoden)
- 2021: Day of the Dead (Fernsehserie, 10 Episoden)
- 2022: Motion at Your Door (Kurzfilm)

### Produktion
- 2007: Raw Footage (Kurzfilm)
- 2022: Motion at Your Door (Kurzfilm)